# 正集合论
在數理邏輯中，一種 作為替代的集合論 稱為一種正集合論（Positive set theory），如果分離公理
- "{\displaystyle \{x\mid \phi \}} exists"

對正公式{\displaystyle \phi }成立。注意正集合論是以上這一系列集合論的總體，而不僅是「一個」集合理論。

## 暫譯術語
- 正集合論（positive set theory）
- 正公式（positive formula）